# Лижні перегони на зимових Олімпійських іграх 1988
Змагання з лижних перегонів на зимових Олімпійських іграх 1988 тривали з 14 до 27 лютого в центрі лижних видів спорту в Кенморі (Канада).

## Чемпіони та призери

### Таблиця медалей
| Місце               | Країна               | Золото | Срібло | Бронза | Загалом |
| ------------------- | -------------------- | ------ | ------ | ------ | ------- |
| 1                   | СРСР (URS)           | 5      | 5      | 3      | 13      |
| 2                   | Швеція (SWE)         | 2      | 0      | 0      | 2       |
| 3                   | Фінляндія (FIN)      | 1      | 0      | 2      | 3       |
| 4                   | Норвегія (NOR)       | 0      | 2      | 1      | 3       |
| 5                   | Італія (ITA)         | 0      | 1      | 0      | 1       |
| 6                   | Чехословаччина (TCH) | 0      | 0      | 1      | 1       |
| 6                   | Швейцарія (SUI)      | 0      | 0      | 1      | 1       |
| Загалом (7 збірних) | Загалом (7 збірних)  | 8      | 8      | 8      | 24      |

### Чоловіки
| Дисципліна             | Золото                                                           | Золото    | Срібло                                                                              | Срібло    | Бронза                                                                   | Бронза    |
| ---------------------- | ---------------------------------------------------------------- | --------- | ----------------------------------------------------------------------------------- | --------- | ------------------------------------------------------------------------ | --------- |
| 15 км класичним стилем | Михайло Девятьяров · СРСР                                        | 41:18.9   | Пол Ґуннар Міккельспласс · Норвегія                                                 | 41:33.4   | Володимир Смирнов · СРСР                                                 | 41:48.5   |
| 30 км класичним стилем | Олексій Прокуроров · СРСР                                        | 1:24:26.3 | Володимир Смирнов · СРСР                                                            | 1:24:35.1 | Веґард Ульванґ · Норвегія                                                | 1:25:11.6 |
| 50 км вільним стилем   | Гунде Сван · Швеція                                              | 2:04:30.9 | Мауріліо де Цольт · Італія                                                          | 2:05:36.4 | Анді Ґрюненфельдер · Швейцарія                                           | 2:06:01.9 |
| Естафета 4×10 км       | Швеція (SWE) Ян Оттоссон Томас Вассберг Гунде Сван Торгні Могрен | 1:43:58.6 | СРСР (URS) Володимир Смирнов Володимир Сахнов Михайло Девятьяров Олексій Прокуроров | 1:44:11.3 | Чехословаччина (TCH) Радім Нич Вацлав Корунка Павел Бенц Ладислав Шванда | 1:45:22.7 |

### Жінки
| Дисципліна             | Золото                                                                     | Золото  | Срібло                                                               | Срібло    | Бронза                                                                                 | Бронза    |
| ---------------------- | -------------------------------------------------------------------------- | ------- | -------------------------------------------------------------------- | --------- | -------------------------------------------------------------------------------------- | --------- |
| 5 км класичним стилем  | Марйо Матікайнен · Фінляндія                                               | 15:04.0 | Тамара Тихонова · СРСР                                               | 15:05.3   | Віда Венцене · СРСР                                                                    | 15:11.1   |
| 10 км класичним стилем | Віда Венцене · СРСР                                                        | 30:08.3 | Раїса Сметаніна · СРСР                                               | 30:17.0   | Марйо Матікайнен · Фінляндія                                                           | 30:20.5   |
| 20 км вільним стилем   | Тамара Тихонова · СРСР                                                     | 55:53.6 | Анфіса Рєзцова · СРСР                                                | 56:12.8   | Раїса Сметаніна · СРСР                                                                 | 57:22.1   |
| Естафета 4×5 км        | СРСР (URS) Світлана Нагейкіна Ніна Гаврилюк Тамара Тихонова Анфіса Рєзцова | 59:51.1 | Норвегія (NOR) Труде Дюбендаль Маріт Вольд Анне Ярен Маріанне Дальмо | 1:01:33.0 | Фінляндія (FIN) Піркко Мяяття Мар'я-Лійса Кірвесніємі Марйо Матікайнен Яана Саволайнен | 1:01:53.8 |

### Країни-учасниці
У змаганнях з лижних перегонів на Олімпійських іграх у Калгарі взяли участь спортсмени 34-х країн.
- Аргентина
- Австралія
- Австрія
- Болгарія
- Канада
- Китай
- Коста-Рика
- Чехословаччина
- НДР
- Фіджі
- Фінляндія
- Франція
- Велика Британія
- Греція
- Гватемала
- Угорщина
- Ісландія
- Італія
- Японія
- Ліхтенштейн
- Мексика
- Монголія
- Норвегія
- Румунія
- Сан-Марино
- Південна Корея
- СРСР
- Іспанія
- Швеція
- Швейцарія
- Туреччина
- США
- Західна Німеччина
- Югославія